# Knipowitschia montenegrina
Knipowitschia montenegrina är en fiskart som beskrevs av Kovacic och Sanda 2007. Knipowitschia montenegrina ingår i släktet Knipowitschia och familjen smörbultsfiskar. IUCN kategoriserar arten globalt som otillräckligt studerad. Inga underarter finns listade i Catalogue of Life.